# Ентеријер
Ентеријер означава унутрашњи простор некаквог објекта, најчешће грађевине. Спољашњи простор се назива екстеријер. За ентеријер су важни естетски захтеви које пружа дизајн ентеријера. Функционалност ентеријера осигурава техничка опремљеност али није ентеријер (инсталације и намештај). 